# Враг народа (группа)
Враг народа — музыкальный проект Егора Летова, имеющий всего один сольный альбом «Делай с нами, делай как мы, делай лучше нас!» (1988), впоследствии чьи песни перешли в альбом «Боевой стимул»

## История группы
Группа и альбом были выпущены в промежутке альбомов Гражданской Обороны «Так закаля́лась сталь» и «Боевой стимул». Основным отличием от творчества Гражданской Обороны и Коммунизма является полная единоличная разработка текста и звука Егора Летова.
15-минутный миниальбом, записанный мною единолично сразу же после выпуска альбомов Спинок Мента и Ч. Лукича. Грязноватая, какая-то вспученная запись с громобойно, и при этом аккуратно звучащим вокалом, и стеной нечленораздельного срача в качестве сопровождения. Все песни, вошедшие сюда, впоследствии так или иначе были реализованы в разных альбомах и проектах.

— Егор Летов. «Официальная альбомография ГрОб-Records» (1990).
Название проекта отсылало к сталинскому термину «враг народа», что отражало антисоветскую позицию Летова конца 1980-х
«Самоотвод», «Человек — это звучит гордо», «70 лет Октября» и «Поперёк» — это целиком мой отдельный проект (не «Г.О.»!) ВРАГ НАРОДА «Делай с нами, делай как мы, делай лучше нас!» (нечто вроде EP), реализованный в конце апреля 1988 года в перерыве между записью «Сулеймана Стальского» и «Кончились патроны» Чёрного Лукича. Целиком публикуется впервые.

— Егор Летов. Авторский комментарий к изданию альбома «Боевой стимул» (10.04.2007).

## Список композиций
| №  | Название                     | Длительность |
| -- | ---------------------------- | ------------ |
| 1. | «Поперек»                    | 2:13         |
| 2. | «Самоотвод»                  | 3:46         |
| 3. | «70 лет Октября»             | 2:51         |
| 4. | «Человек — это звучит гордо» | 2:21         |